# 龙塘动车运用所
龙塘动车运用所位于中华人民共和国广东省清远市清城区龙塘镇，主要承担广清城际、新白广城际动车组的一、二级检修、临修、动车组清洗等检修整备作业，与清城站接轨。

## 历史
- 2020年7月8日，龙塘动车运用所正式投入使用[1]。
- 2020年7月15日，广东城际铁路运营有限公司在龙塘动车运用所获得首批2列和谐号CRH6A型电力动车组[3]。
- 2022年9月21日，龙塘动车运用所扩建工程正式启动[4]。